# Rezső Soó

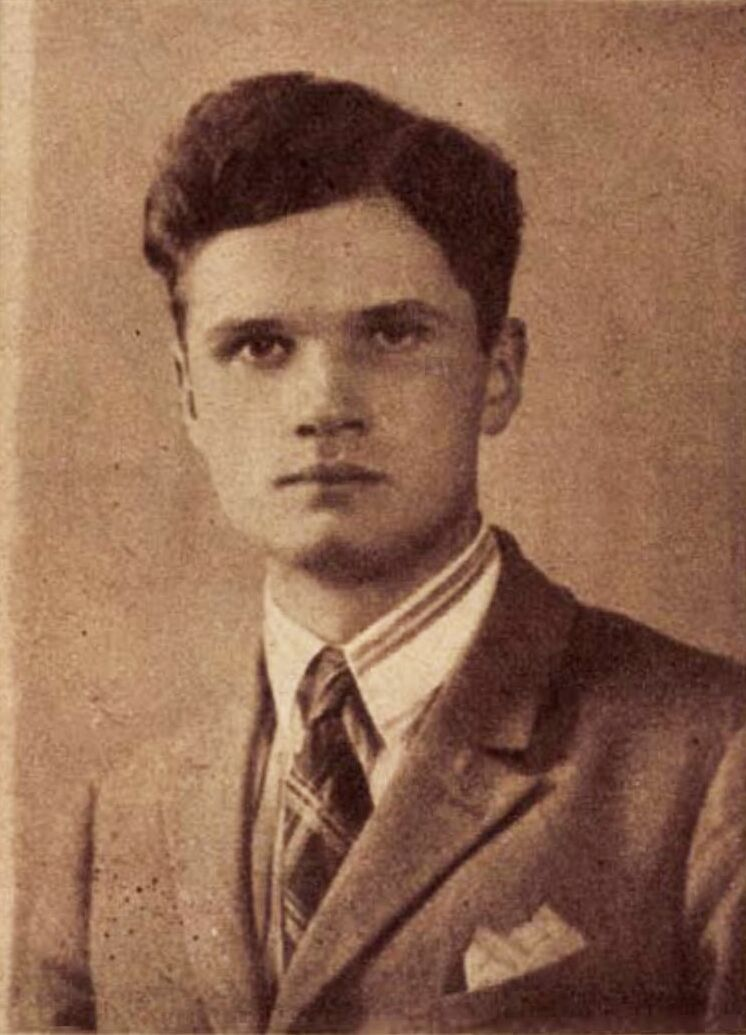
Rezső Soó

Károly Rezső Soó fullständigt namn Károly Rezső Soó von Bere, född 1 augusti 1903 i Odorheiu Secuiesc, död 10 februari 1980 i Budapest, var en ungersk botaniker.
Rezső Soó  var professor på Eötvös Loránduniversitetet.
Han är mest känd för sitt arbete med orkidésläktet handnycklar.
Auktorsnamnet Soó kan användas för Rezső Soó i samband med ett vetenskapligt namn inom botaniken; se Wikipediaartiklar som länkar till auktorsnamnet.